# Sidi Aissa Ben Ali
Sidi Aissa Ben Ali (àrab سيدي عيسى بن علي) és una comuna rural de la província de Fquih Ben Salah de la regió de Béni Mellal-Khénifra. Segons el cens de 2014 tenia una població total de 25.563 persones.